# L'Année du grand fiasco
L'Année du grand fiasco (titre original : The Year of the Jackpot) est une nouvelle de Robert A. Heinlein, parue pour la première fois en mars 1952 dans la revue Galaxy Science Fiction. 

## Histoire
Potiphar Breen, célibataire d'âge moyen, est un statisticien qui a une vie ordonnée et bien remplie par son travail qui consiste à prévenir ceux qui l'emploient des cycles qui influencent leurs affaires.  Quand la nouvelle débute, il déjeune tout en relevant divers faits dans les journaux, et a son attention attirée par une jeune dame, Meade, qui exécute un strip-tease au coin de la rue, sous le regard amusé de deux travestis.
Potiphar sauve la jeune dame du courroux d'un policier et l'emmène chez lui où il lui demande pour quelle raison elle a fait ça. Elle explique qu'elle n'en a aucune idée, tandis que Potiphar lui explique que des centaines de femmes ont fait de même à travers les États-Unis depuis quelques mois.  Il lui explique ensuite son travail de statisticien spécialisé dans les cycles, et que trois grands cycles ont touché leur minimum en 1929, mais que tous les cycles qu'il suit vont atteindre leur minimum dans les six mois.
Le strip-tease de Meade, les travestis, les nouvelles églises, ne sont que les symptômes d'une tendance inexorable. Potiphar Breen pense que les humains sont des lemmings qui se dirigent, statistiquement, dans la direction que les cycles indiquent.
Meade et Potiphar deviennent proches, tandis que le monde semble tomber en déliquescence. Ils fuient en voiture vers la campagne, et assistent à ce qui semble être une explosion atomique en direction de Los Angeles. 
Installés dans une cabane isolée, Meade et Potiphar se marient et attendent que les choses se stabilisent. Alors que Potiphar lit un article d'astrophysique qui explique les conditions pour faire du soleil une nova, il constate l'apparition des symptômes, dont une grande tache solaire. Meade le rejoint pour profiter de la fin de journée, et remarque qu'il y a quelque chose de bizarre dans le coucher de soleil. Potiphar lui dit que c'est le soleil qui est bizarre, et la serre contre lui en attendant la fin.

## Édition en français
La nouvelle a été traduite quatre fois en français avec quatre titres différents :
- L'Année du grand fiasco, dans le recueil La Science-fiction pour ceux qui détestent la science-fiction, traduction de Luce Terrier, Denoël, coll. « Présence du futur » no 107, 1968 et 1971 ;
- L'Année du grand coup, dans l'anthologie Apothéoses, apocalypses et retours à zéro, traduction de Jacques Parsons, OPTA, coll. « Marginal » no 7, 1975 ;
- L'Année du grand fiasco, dans le recueil Le Livre d'or de la science-fiction : Robert Heinlein, traduction de Luce Terrier, Presses Pocket, coll. « Science-fiction » no 5102, 1981  (ISBN 2-266-00985-0) ;
- L'Année du gros lot, dans l'anthologie Histoires de catastrophes, La Grande Anthologie de la science-fiction, Le Livre de poche no 3818, 1985  (ISBN 2-253-03628-5) ;
- L'Année du grand fiasco, dans le recueil Longue vie, Presses Pocket, coll. « Le Grand Temple de la S-F » no 5102, 1989  (ISBN 2-266-02832-4) ;
- Une année faste, dans le recueil Jackpots, traduction de Éric Picholle, ActuSF, coll. « Perles d'Épice » no 4, 2011  (ISBN 978-2-917689-26-4).